# 戸畑共同火力
戸畑共同火力株式会社（とばたきょうどうかりょく）は、福岡県北九州市に本社を置いていた発電事業者である。2024年（令和6年）10月、大分共同火力株式会社を合併し、九州共同発電株式会社に商号を変更した。

## 概要
九州電力と八幡製鐵（現・日本製鉄）の共同出資により設立された企業である。日本製鉄八幡製鉄所構内にある戸畑共同発電所において、同製鐵所で発生する副生ガス（高炉ガスなど）および北九州エル・エヌ・ジーより供給される液化天然ガス (LNG) を燃料として火力発電を行い電気を供給している。

## 沿革
- 1967年（昭和42年）8月 - 八幡製鐵と九州電力の共同出資により戸畑共同火力株式会社設立。同月電気事業許可申請。
- 1969年（昭和44年）
  - 3月 - 八幡製鐵と富士製鐵の合併により新日鉄が発足。
  - 4月 - 北九州市と公害防止協定締結（第1号）。
- 1969年（昭和44年）7月 - 戸畑共同火力第1号機営業運転開始。
- 1971年（昭和46年）6月 - 戸畑共同火力第2号機営業運転開始（156,000kW）。
- 1972年（昭和47年）7月 - 戸畑共同火力第3号機営業運転開始（250,000kW）。
- 1977年（昭和52年）4月 - 重油からLNGへ燃料転換。
- 1978年（昭和53年）3月 - 戸畑共同火力第4号機営業運転開始（375,000kW）。
- 1989年（平成元年）
  - 3月- 戸畑共同火力第1号機廃止。
  - 8月 - 270万時間安全無災害表彰受賞。
- 1992年（平成4年）11月 - 九州通商産業局長表彰受賞（高圧ガス保安優良製造所）。
- 1993年（平成5年）3月 - 戸畑消防署長表彰受賞（危険物優良事業所）。
- 1998年（平成10年）11月 - 福岡県労働基準協会連合会から倉田賞受賞。
- 2002年（平成14年）6月 - 累積発電電力量1,500億kW達成。
- 2004年（平成16年）2月 - 第2号機石炭混焼ボイラ運転開始。
- 2007年（平成19年）3月 - 新日本製鐵と九州電力が、2010年（平成22年）4月から2025年3月末までの戸畑共同火力運営継続と、第5号機の建設検討で合意。
- 2010年（平成22年）4月 - 戸畑共同火力第5号機営業運転開始（110,000kW）。
- 2024年（令和6年）10月 - 大分共同火力株式会社を合併し、九州共同発電株式会社に商号を変更。

## 発電所
- 戸畑共同火力発電所